# Крекінг-установка у Сарнії
Крекінг-установка у Сарнії – складова нафтохімічного майданчику компанії Imperial Oil у канадській провінції Онтаріо. 
Ще з 1897 року у Сарнії діє нафтопереробний завод, при якому наразі працює установка парового крекінгу. На початок 2000-х вона мала річну потужність по етилену на рівні 250 тисяч тонн, а станом на середину наступного десятиліття могла продукувати вже 300 тисяч тонн. Як сировину при цьому використовували у рівних пропорціях етан, пропан та бутан. Два останні гази можуть отримувати під час роботи власного НПЗ, тоді як етан певний час надходив до Онтаріо з провінції Альберта по трубопроводу Cochin Pipeline (безпосередню подачу до Сарнії провадила Eastern Delivery System). У 2007-му внаслідок поганого технічного стану Cochin Pipeline припинив транспортування етану, втім, невдовзі «сланцева революція» призвела до появи в сусідньому регіоні США великого ресурсу цього газу. А у 2018-му розпочалась подача етану з Аппалачів до Онтаріо через Utopia Pipeline (на завершальній ділянці маршруту він прокачується через Windsor-Sarnia Pipeline).
Вироблений етилену споживається для виробництва поліетилену високої щільності – станом на 2012-й потужність майданчика  Imperial Oil по цьому продукту становила 470 тисяч тонн, що потребувало 446 тисяч тонн етилену. Нестачу останнього покривають за рахунок закупівлі у розташованого поблизу піролізного виробництва в Корунні.